# Pilotes de chasse (film, 1942)
Pour les articles homonymes, voir Thunderbird.
Pour plus de détails, voir Fiche technique et Distribution.
Pilotes de chasse (Thunder Birds, sous-titré « Soldiers of the Air » et également connu sous le nom de « Thunderbirds ») est un film américain en Technicolor réalisé par William A. Wellman, sorti en 1942, et mettant en vedette Gene Tierney, Preston Foster et John Sutton. Il présente des photographies aériennes et des tournages sur une véritable base d'entraînement de la United States Army Air Forces en Arizona, nommée Thunderbird Field No. 1, pendant la Seconde Guerre mondiale.
Le film a été réalisé comme un véhicule de propagande visant à remonter le moral des civils, tout en donnant un aperçu des activités de formation des pilotes (le Civilian Pilot Training Program), et en promouvant la puissance aérienne américaine comme moyen de gagner la guerre.
Wellman était lui-même un vétéran de l'US Air Service, en tant que pilote de chasse de la Première Guerre mondiale.

## Synopsis
Peu après l'entrée des Etats-Unis dans la Seconde Guerre mondiale, Steve Britt (Preston Foster), un ancien as de l'aviation de la Première Guerre mondiale, arrive à Thunderbird Field, à la recherche d'un emploi en tant qu'instructeur de vol civil. Le commandant de la base est un vieil ami, le lieutenant-colonel "Mac" MacDonald (Jack Holt), qui travaille avec le chef d'escadrille Barrett (Reginald Denny, lui-même observateur aérien de la Première Guerre mondiale), responsable des cadets de la Royal Air Force sur la base.
Steve dit qu'il veut ce poste parce qu'il est trop vieux pour le combat et que la guerre sera gagnée par les pilotes formés sur des bases comme Thunderbird, mais il apparaît rapidement qu'il a choisi cette base parce que son ancienne petite amie, Kay Saunders (Gene Tierney), vit à proximité avec son grand-père, le colonel à la retraite Cyrus "Gramps" Saunders (George Barbier), qui est également un ami proche de Steve.
Steve se rend immédiatement à leur ranch et fait des acrobaties au-dessus d'un réservoir d'eau où Kay se baigne, emportant son peignoir et lui laissant sa combinaison de vol. Lorsqu'il atterrit, elle semble contrariée, mais répond à son baiser de bienvenue passionné. Kay l'aime toujours beaucoup, mais n'est plus profondément amoureuse.
Steve est présenté à la nouvelle classe de cadets de la RAF, dont Peter Stackhouse (John Sutton), dont Steve connaissait le père. Mac prévient Steve de "les éliminer rapidement" si les cadets ne répondent pas aux exigences. Peter vole maladroitement et est malade à cause de l'acrophobie. Après trois échecs, Steve tente de persuader Peter d'être transféré, mais ce dernier est convaincu qu'il peut surmonter ce qu'il appelle son "réflexe conditionnel" et demande plus de temps.
Peter révèle la raison pour laquelle il veut voler. Son frère a été tué lors d'une mission de bombardement et leur grand-mère, Lady Jane Stackhouse (Dame May Whitty), a convoqué Peter, alors interne dans un hôpital londonien, pour lui montrer le chèque qu'elle envoie à Winston Churchill pour l'achat d'un nouveau bombardier afin de poursuivre le combat en mémoire de Tom. Comme il n'y a plus d'homme dans la famille pour le faire, Peter quitte son service hospitalier pour s'engager dans la RAF et apprendre à piloter. Après avoir entendu son histoire, Steve accepte de garder Peter en formation.
Lors de sa première permission, Peter rencontre Kay Saunders et s'en éprend immédiatement. Elle sort avec Peter, mais l'avertit qu'elle est peut-être encore amoureuse de Steve. Pourtant, son instinct la prévient que Steve ferait un mauvais mari, car c'est un nomade insouciant qui n'a pas envie de se fixer. Peter admire Steve et lui est reconnaissant de le garder comme pilote alors qu'il compte épouser Kay. Steve promet qu'il n'éliminera pas Peter à cause de leur rivalité. Son jugement lui dit que Peter sera un jour un excellent pilote. Lorsque le chef d'escadron Barrett fait subir à Peter un vol de contrôle, celui-ci tombe à nouveau malade. Steve prend le parti de Peter lors d'une épreuve de force, menaçant de démissionner.
Gramps organise une fête du 4 juillet pour les cadets et, pour aider Steve à gagner Kay, il fait monter Peter sur un mustang. Cela se retourne contre lui lorsque Peter s'avère être un cavalier émérite. Steve s'aperçoit que Kay est tombée amoureuse de Peter, avant même qu'elle ne s'en rende compte elle-même.
La décision concernant la formation de Peter doit être prise. Steve dit à Peter de piloter l'avion comme il a chevauché le mustang, en se relâchant et en se détendant. Le conseil fonctionne. Steve oblige alors Peter à voler en solo en sautant, mais il descend dans une tempête de sable et est projeté au sol vers une falaise. Peter atterrit à proximité et sauve Steve, mais le vent renverse son avion. Mac pense que l'incompétence de Peter a causé les dégâts, l'élimine et licencie Steve. Kay convainc Mac et Barrett de leur donner une dernière chance. Elle annonce à Steve qu'elle a décidé d'épouser Peter et lui rappelle ses propres paroles sur l'endroit où la guerre sera gagnée. Peter fait honneur à la foi qu'on lui a témoignée en effectuant un atterrissage sans problème lorsque son moteur tombe en panne au cours de son vol en solitaire. Peu après, Steve, boitillant avec une canne, accueille une nouvelle classe de cadets de la RAF.

## Production
Thunder Birds était prévu par le chef du studio Fox, Darryl F. Zanuck, comme une suite à son populaire A Yank in the RAF, étant donné le titre provisoire A Tommy in the USA . Zanuck lui-même a écrit l'histoire originale, utilisant le nom de plume « Melville Crossman ». Le studio a également acheté les droits d'un article de magazine intitulé « Spitfire Squadron », écrit par Arch Whitehouse, mais qui n'a pas été utilisé dans le scénario.
The Hollywood Reporter a écrit que Dana Andrews jouerait le rôle principal dans Thunder Birds face à Gene Tierney ; et aussi que Bruce Humberstone ou Archie Mayo dirigerait.
William Wellman, cependant, a accepté de le réaliser en échange du soutien financier de Zanuck pour le tournage du roman The Ox-Bow Incident (en) , que Wellman a commencé a filmer immédiatement après la fin de la production de Thunder Birds.
Avec la coopération de l'US Army Air Corps, le tournage de la production a commencé sur place, sur le terrain Thunderbird Field No. 1, au nord-ouest de Glendale, en Arizona, de la mi-mars au 6 mai 1942.
Thunderbird Field No. 1 une émanation de Southwest Airways, a débuté en 1939 poussé sur les rails par l'agent et producteur hollywoodien Leland Hayward, associé à l'ancien pilote de l'Air Service John H. Connelly et au photographe du magazine Life et mari de Dorothy McGuire, John Swope. Le projet était soutenu par des investisseurs issus de Hollywood parmi lesquels James Stewart, Hoagy Carmichael, Cary Grant, Henry Fonda, Robert Taylor et Margaret Sullavan. Beaucoup de pilotes joueront leur propre rôle dans le film; ne pouvant être payé par un salaire à cause de leur engagement militaire, ils se verront offrir par la Century Fox, une piscine sur le site de Thunderbird. Les terrains d'entrainement draineront les apprentis pilotes de 24 nations.
Dans le film l'histoire des étudiants en pilotage, compris les stagiaires chinois, tournait autour des cadets pilotant l'avion d'entraînement principal, le Stearman PT-17, mais le film comportait également de nombreuses prises de vues de vols en formation des avions d'entrainement Vultee BT-13 Valiant, et North American AT-6. Des séquences supplémentaires ont été filmées au cours de la première semaine de juin 1942 au centre d'entraînement Falcon Field à Mesa, en Arizona, avec des reprises en juillet 1942. Le pilote cascadeur Paul Mantz a piloté les scènes de vol du film.

## DVD
20th Century Fox a sorti Thunder Birds le 6 juin 2006 en DVD.

## Réception
Thunder Birds a reçu des critiques résolument mitigées. Le critique du New York Times, Bosley Crowther, a critiqué l'intrigue de base qui « simply dished up another of those frightfully hackneyed tales, more to be censured than prettied, about an American instructor and a British flying cadet at the field who, in love with the same American lassie, vie to see which one can be the nobler goof » .

Le public, cependant, a été enthousiasmé par les scènes aériennes, qui, selon Crowther, contenaient « many shots of basic trainers rolling and zooming on yellow wings against the blue. Those are the only exalting glimpses in the whole film » . Les historiens du cinéma considèrent Thunder Birds comme un film d'aviation classique.

## Fiche technique
- Titre : Pilotes de chasse
- Titre original : Thunder birds
- Réalisation : William A. Wellman, assisté de Phil Rosen (non crédité)
- Scénario : Lamar Trotti d'après une histoire de Darryl F. Zanuck (sous le nom de Melville Crossman)
- Production : Lamar Trotti
- Société de production et de distribution : Twentieth Century Fox
- Musique : David Buttolph
- Photographie : Ernest Palmer
- Montage : Walter Thompson
- Direction artistique : James Basevi et Richard Day
- Décorateur de plateau : Thomas Little
- Costumes : Dolly Tree
- Pays de production : États-Unis
- Langue : Anglais
- Format : couleur (Technicolor) - Son Mono
- Genre : film de guerre
- Durée : 78 min
- Dates de sortie : 
  - États-Unis : 19 octobre 1942
  - France : 22 juillet 1949

## Distribution
- Gene Tierney : Kay Saunders
- Preston Foster : Steve Britt
- John Sutton : Peter Stackhouse
- Jack Holt : lieutenant-colonel "Mac" MacDonald
- Dame May Whitty : Lady Jane Stackhouse
- George Barbier : colonel Cyrus P. "Gramps" Saunders
- Richard Haydn : RAF cadet George Lockwood
- Reginald Denny : Squadron Leader Barrett
- Ted North : cadet Hackzell
- Janis Carter : une blonde
- C. Montague Shaw : le docteur
- Viola Moore : infirmière
- Nana Bryant : Mme Blake
- Joyce Compton : vendeuse
- Bess Flowers : infirmière
- Peter Lawford